# Red Mountain Resort
Red Mountain Resort är en vintersportort vid Rossland i British Columbia i Kanada. Den har en historia som daterar  sig till 1900-talets första årtionde, då skidklubben Red Mountain SC bildades.

### Fotnoter
1. ↑  ”Red Mountain” (på engelska). British Columbia. http://apps.gov.bc.ca/pub/bcgnws/names/57223.html. Läst 14 februari 2014.